# Tuff Gong
Tuff Gong Records é uma gravadora jamaicana criada em 1970 por Bob Marley e outros membros da banda de reggae The Wailers. Seu nome seria um apelido de infância de Marley, e o primeiro single lançado foi a canção "Run For Cover", dos Wailers. A sede da gravadora era localizada em 56 Hope Road, em Kingston, na Jamaica, onde atualmente se situa o Museu Bob Marley.
Entre outros nomes lançados pela gravadora estão os filhos de Bob Marley, Stephen Marley, Ziggy Marley, além do conjunto Melody Makers.
Tuff Gong também é o nome de uma linha de roupas de outro filho de Bob Marley, Rohan Marley.
No jogo Grand Theft Auto IV, da Rockstar Games, Tuff Gong é o nome de uma das muitas estações de rádio disponíveis durante o jogo. A estação toca unicamente músicas de Bob Marley.